# Prinner Antal
Prinner Antal (eredeti neve: Prinner Anna (Budapest, 1902. december 31. – Párizs, 1983. április 6.) magyar származású francia festő, szobrász, illusztrátor. Miután 1928-ban Párizsba költözött, az Anton Prinner nevet használta.

## Életpályája
Eredeti neve Prinner Anna. 1920-tól a Magyar Királyi Képzőművészeti Főiskolán tanult, ahol mesterei Rudnay Gyula és Vaszary János voltak. 1928-ban Párizsba költözött.  Ettől kezdve életé végéig külföldön élt. Párizsban kezdetben abból élt, hogy barátjával, Szenes Árpáddal a montmartre-i mulatókat látogatta és a vendégekről karikatúrákat készített. 1932 és 1937 között az orosz konstruktivisták hatása tükröződött fából, rézből készített alkotásain. (Körkörös kompozíció, 1932, László Károly-gyűjtemény; Konstrukció rézből, 1935, Musée de Grenoble). Csak 1942-től vett részt kiállításokon. 

„A szürrealista S. W. Hayter műhelyében elsajátította a metszetkészítés különféle technikai eljárásait. E munkáinak legszebb gyűjteménye az 1948-ban megjelent egyiptomi Holtak Könyvéhez készített mintegy hetven illusztrációja. A költséges réz használata helyett kartonba metszett klisével, egyedi eljárást dolgozott ki, amelynek a "Papyrogravure" nevet adta és 1949-ben a La Hune Galériában mutatta be. 1937-től a figuratív ábrázolás felé fordult és a keleti kultúrák, valamint a miszticizmus iránti érdeklődése ettől kezdve alkotásaira is hatott (Buddha-szobrok). Kőből, fából faragott alakjai gyakran férfi-nő, ember-állat, ember-növény ötvözetei (Guggoló szörny, 1938; Napraforgólány, 40-es évek). A Montparnasse-negyedben, a rue Pernety-ben lakott. A háború évei alatt, a német megszállás idején elrejtőzve, mániákus pontossággal kidolgozott, szürrealizmusba hajló misztikus tusrajzokat készített. 1950-ben Vallaurisba költözött, ahol az Atelier Tapis-Vert számára kerámiatárgyakat készített. Ugyancsak itt születtek a Roquefort les Pins-i templomot díszítő táblaképei, valamint hatalmas méretű fa és gipsz szobrai is, mint a Gyűlölet, Az ördög vagy a négy és fél méter magas Ember. Az 1960-as évek közepétől újra a Montparnasse-negyed lakója és a Coupole-kávéház állandó vendége lett. Ebből az időből származik Ablak-sorozata, amelyben az átlátszó ablakokat szimbolizáló téglalapok egymásra helyezésével újra a korábbi geometrikus szerkesztési forma jelent meg.”

## Egyéni kiállításai
- 1942 • Galerie Jeanne Bucher, Párizs
- 1945, 1948 • Galerie Pierre, Párizs
- 1949 • Galerie La Hune, Párizs
- 1962 • Galerie Katia Granoff, Párizs
- 1965 • Galerie Yvon Lambert, Párizs
- 1968 • G. Zerbib
- 1971 • Galerie Charley Chevallier, Párizs
- 1974 • Librairie Pluriel
- 1976 • Librairie du Pot d’Etain
- 1994 • Galerie Meyer-Bugel.

## Részvétele csoportos kiállításokon (válogatás)
- 1945 • Salon des Indépendants, Sculpture d’Aujourd’hui, Galerie Drouin
- 1958 • Sculpture Française, Musée Rodin, 1970 • 20. századi magyar származású művészek külföldön, Műcsarnok, Budapest
- 1978 • Magyar konstruktivista tendenciák, Utrecht
- 1984 • L’Avant-garde en Hongrie 1910-1930, Galerie Franka Berndt
- 1996 • László Károly-gyűjtemény, Műcsarnok – Fővárosi Képtár, Budapest.

## Művei közgyűjteményekben
- Centre Pompidou, Párizs
- MOMA, New York
- Musée d’Art moderne de Paris
- Musée d’Art moderne de Saint-Étienne
- Musée de Grenoble
- Szépművészeti Múzeum, Budapest.